# Lucjusz III
Lucjusz III (łac. Lucius III, właśc. Ubaldo de Lucca, ur. ok. 1100 w Lukce, zm. 25 listopada 1185 w Weronie) – papież w okresie od 1 września 1181 do 25 listopada 1185.

## Życiorys
Ubaldo urodził w Lukce około roku 1100. Wiadomo, że jego ojciec miał na imię Orlando, natomiast dość powszechnie przypisywane mu nazwisko Allucingoli nie jest poświadczone w źródłach mu współczesnych.
Był blisko związany z Bernardem z Clairvaux, nie ma jednak pewności, czy został kiedykolwiek członkiem zakonu cysterskiego. Na podstawie listu, który już jako papież wystosował do kapituły zakonu cysterskiego w 1182, część historyków przyjmuje, że św. Bernard przyjął go do swojego zakonu, podczas gdy inni uważają, że Ubaldo został przyjęty jedynie do związanego z cystersami bractwa modlitewnego, ale nie składał ślubów zakonnych.
W grudniu 1138 Innocenty II mianował go kardynałem diakonem S. Adriano, a w maju 1141 kardynałem prezbiterem Santa Prassede. W latach 1142–48 kilkakrotnie działał jako legat papieski w Lombardii. W 1156 roku był jednym z kardynałów negocjujących w imieniu papieża Adriana IV tzw. traktat benewencki z królem Sycylii Wilhelmem II. W grudniu 1158 Adrian IV mianował go kardynałem biskupem Ostii. W trakcie podwójnej papieskiej elekcji 1159 poparł prawnie obranego Aleksandra III i konsekrował go w Ninfa koło Velletri. W następnych latach działał jako legat Aleksandra III w królestwie Sycylii (1165-66), Konstantynopolu (1167 i 1168-69) i Lombardii (1176-77). W 1177 był jednym z legatów negocjujących w Wenecji traktat z cesarzem Fryderykiem I Barbarossą, który położył kres trwającej od 1159 roku schizmie papieskiej. Ubaldo był jedną z najbardziej wpływowych osób w kurii Aleksandra III. Podpisywał bulle papieskie między 25 stycznia 1139 a 24 maja 1181.

## Pontyfikat
Został wybrany na papieża po śmierci Aleksandra III, w napiętej sytuacji (jego poprzednik, przez lata zmagający się z antypapieżami, pod koniec pontyfikatu został wygnany z Rzymu). Wskutek wrogiej postawy ludu rzymskiego, Lucjusz koronował się w Velletri (6 września 1181), a w marcu 1182 został zmuszony do opuszczenia Rzymu. Sprawował rządy papieskie z Velletri, następnie z Anagni i Werony.
Chcąc odzyskać władzę w Rzymie, próbował nawiązać porozumienie z cesarzem Fryderykiem, początkowo jednak spory o los ziem stanowiących tzw. dziedzictwo Matyldy Toskańskiej oraz bieżąca kwestia obsady arcybiskupstwa Trewiru uniemożliwiały zawarcie sojuszu. Do spotkania papieża z cesarzem doszło ostatecznie na synodzie w Weronie w listopadzie 1184. Uzgodniono wspólne stanowiska w sprawach spadkowych o ziemie, dynastycznych (papież zgodził się koronować syna cesarza, Henryka VI, na króla Italii i zaakceptował małżeństwo Henryka z Konstancją, księżniczką sycylijską) i postępowania wobec heretyków (Kościołowi pozostawiono prawo ekskomuniki, po czym oskarżonych miano przekazywać władzy świeckiej). Nie znaleziono jednak wspólnego stanowiska w sprawie ważności święceń udzielanych przez schizmatyków w Niemczech i Italii, co spowodowało faktyczne zerwanie rozmów. Przy tej okazji planowano także przygotowania do III wyprawy krzyżowej.
Papież nie otrzymał spodziewanej pomocy militarnej i zmarł jesienią 1185 w Weronie. Został pochowany w tamtejszej katedrze.